# مؤسسة الأرض المقدسة
مؤسسة الأراضي المقدسة (HLT) هي منظمة فلسطينية غير ربحية، تأسست في مدينة بيت لحم، عام 1998، وتكّرس جهودها لتعزيز مستقبل عادل وسلمي و نبذ العنف، وتمكين المجتمع، في الأرض المقدسة. تسعى المؤسسة إلى معالجة الأسباب الجذرية للعنف والاضطهاد من خلال نشر ثقافة التفاهم والعدالة والمساواة، بين جميع الناس في المنطقة.

## الرؤية والرسالة
تطمح المؤسسة إلى تمكين المجتمعات الفلسطينية من تحويل الصدمات والقمع إلى أمل ومرونة من خلال اللاعنف والمناصرة والتضامن. تتمثل رؤيتها في خلق سلام دائم متجذر يقوم على احترام الكرامة والحقوق والحرية لجميع الأفراد في الأرض المقدسة.

## التأسيس
تأسست المؤسسة على يد سامي عوض، مستلهماً فكر عمه مبارك عوض، وهو من أبرز دعاة المقاومة اللاعنفية في فلسطين. تستند أنشطتها إلى تجارب الحركات اللاعنفية التاريخية والتعاليم الروحية. يتولى المدير التنفيذي إلياس ديس قيادة المؤسسة حاليًا ويدعمها فريق من منسقي البرامج والمديرين.

## المناصرة والمشاركة الدولية
تدافع المؤسسة بشكل نشط عن المساءلة العالمية فيما يتعلق بالسياسات التي تؤثر على الأراضي المقدسة، وهي تدعم مبادرات مثل حركة المقاطعة وسحب الاستثمارات وفرض العقوبات (BDS) ضد السياسات الإسرائيلية، في حين تعمل على تعزيز التضامن الدولي من خلال الشراكات مع المنظمات في جميع أنحاء العالم. 

## القيم
ترتكز المنظمة على قيم عديدة مثل:
- اللاعنف.
- تمكين المجتمع.
- تكافل.
- الشفاء من الصدمة.
- الدعوة إلى العدالة.